# アナル族
アナル族（Anal People）は、シナ・チベット語族のクキ・チン諸族中の古クキグループに属する民族で、インドおよびミャンマーに居住している。

## 民族の由来
この民族はシナ・チベット語族のチベット・ビルマ語派に区分されており、インドのマニプル州南東部に17000人が、ミャンマーに約7000人が暮らしている。歴史書であるマニプール年代記の記録によれば、アナル族はハウピ・ピーク（Haupi Peak）から来た民族として、16世紀の中頃から年代記に記載がなされていることが知られている。また、アナル族自身の言い伝えによれば、ハウヒ・ピークの洞窟から来た二人の兄弟が、あるいはハンスとハンサという名の洞窟から逃れてきた2人の男が、この民族の祖先であるという。

## 家族制度と婚姻
アナル族の婚姻制度は、一夫一妻制である。また、アナル族の女性が生涯に産む子供の数は平均で4.3人であり、同じ州に住む他の民族と比較して高い値となっている。これは、女性の教育水準および収入の低さと、平均結婚年齢は22.4歳という低年齢での結婚に原因があるとの指摘がある。なお、1912年のShakespereによる報告によれば、かつては一夫多妻制が認められていたという。子供の名前に関しては、第1子から第5子までには特定の名前が男女別に与えられる習慣があることが知られている。
結婚に関しては族外結婚の制度を採っており、内婚は禁止されている。そのため、外婚集団の組織として存在する39のクランが存在しており、婚姻の相手は自分の所属するクラン以外から決定する。また、結婚には見合い結婚、恋愛結婚、秘密結婚の3種類が存在することが知られている。

## 社会制度
アナル族は父系社会を採っていることが知られている。村を仕切っているのはクル・ラクパ（Khul-lakpa）と呼ばれる首長である。首長の地位については、規則などで世襲制と決められている訳ではないが、多くの場合で父親から息子へと引き継がれることが分かっている。
また、相続の制度については、基本的には末子相続が採られている。

## 生業
農業および牧畜によって生計を立てており、焼畑農業によるトウモロコシ、大豆、カボチャ、トマトの栽培と水田での稲作による米の栽培を行うとともに、バッファロー、牛、豚、ニワトリの牧畜を行っている。なお、アナル族の女性の年収は6000～9000ルピー（2009年12月時点の日本円でおよそ12000円から18000円）であり、これはインドでもかなり貧しい部類に入る。

## 伝統宗教
アナル族の伝統宗教は、1917年にキリスト教が伝えられて以降、変化が生じていることが知られている。例えば、1912年のShakespereによる報告によれば、アナル族の伝統宗教における創造神はパテル（Pathel）と呼ばれる空に住む神であったが、1985年のKabuiの報告によればパテルは家内の神とされており、創造神はチュワ(Chuwa)とカワ（Khawa）、最高神はアサパワン（Asapavan）となっていたことが分かっている。アナル族の人々は、自身に危機が迫ったときにはアサパワンの名を唱えるという。
しかしながら、キリスト教の伝来以降はアナル族の間でもキリスト教徒が大多数となっており、現在では伝統宗教の信仰者は民族全体の10%に満たないことが知られている。

マニプル州（インドの北東端）に居住

## インドにおけるアナル族
インドの北東端にあり、ミャンマーと国境を接しているマニプル州に居住する33の民族のうちの1族であり、州の南東部に暮らしている。2001年の国勢調査によれば、マニプル州の人口のうち1.02%がアナル族であった。また、2006年度の調査では、州内のアナル族の人口は約17000人である。信仰については、全体の99%以上がキリスト教であり、伝統宗教の信仰者はわずか0.05%に過ぎない。

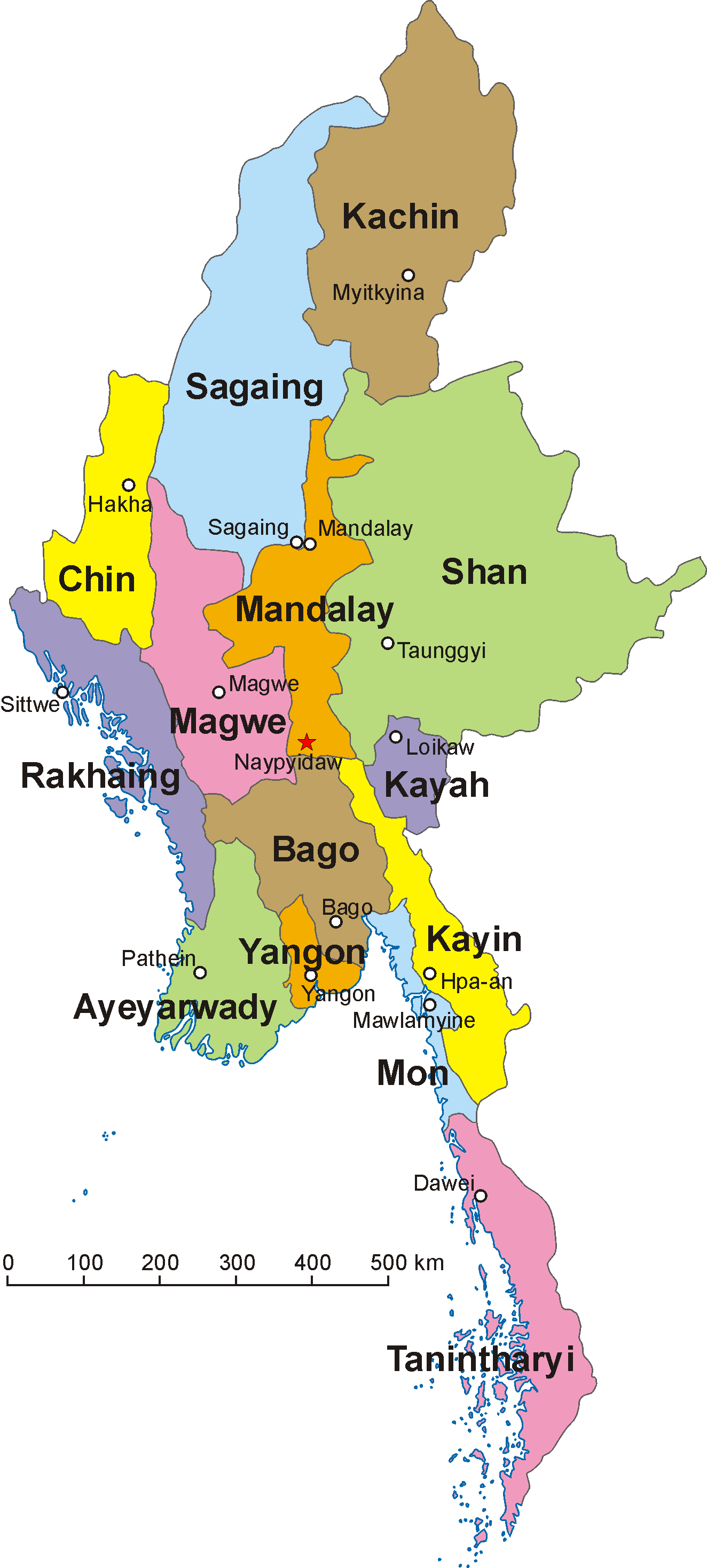
ミャンマー北西部の州に居住

## ミャンマーにおけるアナル族
ミャンマーの北西部に居住しており、人口総数はおよそ7000人である。全体の90%がキリスト教徒であり、約10%が伝統宗教の信仰者である。